# كايلي كوان
كايلي كوان (بالإنجليزية: Caylee Cowan)‏ هي ممثلة أمريكية، ولدت في 19 مارس 1998.

## وصلات خارجية
- كايلي كوان على موقع IMDb (الإنجليزية)
- كايلي كوان على موقع قاعدة بيانات الفيلم (الإنجليزية)
- كايلي كوان على موقع كينوبويسك (الروسية)